# Osiecznica (województwo dolnośląskie)
Osiecznica (niem. Wehrau) – wieś w Polsce położona przy drodze DW357, w województwie dolnośląskim, w powiecie bolesławieckim, siedziba gminy Osiecznica, historycznie leżąca na Dolnym Śląsku. Przepływa przez nią rzeka Kwisa. W latach 1975–1998 miejscowość położona była w województwie jeleniogórskim.

## Historia
W przeszłości wieś związana była z rodami Rechenbergów, Promnitzów i Solmsów, którzy rezydowali w pobliskim Kliczkowie. Stanowiła znaczący ośrodek wytopu żelaza, tutejsza kuźnica była po raz pierwszy wzmiankowana w 1497. Przed 1585 powstała papiernia, w 1690 wielki piec, a na przełomie XVIII i XIX w. druga papiernia. 25 września 1749 urodził się tu Abraham Gottlob Werner, geolog i mineralog niemiecki. Miejscowe pokłady piasku szklarskiego miały wpływ na budowę w 1820 roku huty szkła. Następnie powstała kopalnia i zakład przetwórstwa piasku szklarskiego, funkcjonujący aż do dziś. 

## Zabytki
Do wojewódzkiego rejestru zabytków wpisany jest dom szachulcowy (ul. Lubańska 12, dawny budynek nr 19) z XVIII wieku.